# Viktorijanska arhitektura
Viktorijanska arhitektura je vrsta oživljenih arhitekturnih slogov sredi 19. stoletja in v poznem 19. stoletju. Nanaša se na vladavino kraljice Viktorije (1837−1901), zato se imenuje viktorijanska doba. V tem obdobju so se v gradbeništvu uporabljali slogi, znani kot viktorijanski. Številni elementi  "viktorijanske" arhitekture niso bili priljubljeni vse do pozne vladavine kraljice Viktorije. Slogi so pogosto vključevali razlage in eklektične oživitve zgodovinskih slogov z mešanico bližnjevzhodnih in azijskih vplivov. Obdobje je dobilo ime po kraljici, kar je bilo običajno za britansko in francosko poimenovanje arhitekturnih slogov. Temu obdobju sta sledili jurijanska arhitektura in pozneje regentska arhitektura, nato pa edvardijanska arhitektura.

## Viktorijanska arhitektura v Združenem kraljestvu
V zgodnjem 19. stoletju je bil romantični srednjeveški neogotski slog odziv na simetrijo paladijevstva, gradili pa so tudi stavbe, kot je samostan Fonthill. Do sredine 19. stoletja je zaradi nove tehnologije gradnja lahko vključila jeklo kot gradbeni element; eden največjih predstavnikov tega je bil Joseph Paxton, arhitekt Kristalne palače v Hyde Parku v Londonu. Paxton je še naprej gradil hiše, kot je Mentmore Towers, v še vedno priljubljenih slogih angleške renesanse. V tej dobi blaginje so se razvijale nove metode gradnje, vendar so bili ironično arhitekturni slogi, ki so jih razvili arhitekti, kot je Augustus Pugin, po navadi retrospektivni.
Na Škotskem je bil arhitekt Alexander Thomson, ki je deloval v Glasgowu, pionir pri uporabi litega železa in jekla za poslovne stavbe in je združeval neoklasicistično konvencionalnost z egipčanskimi in orientalskimi elementi, da bi ustvaril številne resnično izvirne strukture. Druga pomembna škotska arhitekta tega obdobja sta bila Archibald Simpson in Alexander Marshall Mackenzie, katerih slogovno raznovrstno delo je mogoče videti v arhitekturi Aberdeena.
Čeprav so škotski arhitekti prvi gradili v tem slogu, se je kmalu razširil v Združenem kraljestvu in je ostal priljubljen naslednjih 40 let. Arhitekturna vrednost sloga je pri ohranjanju in odkrivanju preteklosti pomembna. Vplivi so bili različni, vendar so bili škotski arhitekti, ki so ga uporabljali, navdahnjeni z enkratnimi načini za smiselno mešanje arhitekture, namena in vsakdanjega življenja.
Nekateri slogi so:
- arhitektura kralja Jakoba (1830−1870, predhodnik slogov kraljice Ane)
- neorenesansa (1840−1890)
- neogrška arhitektura (1845−1865)
- neoromanska arhitektura
- arhitektura drugega cesarstva (1855−1880, izvira iz Francije)
- slog kraljice Ane (1870−1910)
- škotska baronska arhitektura (pretežno Škotska)
- gibanje britanska umetnostna obrt (1880−1910)

## Mednarodno širjenje viktorijanskega sloga
V 18. stoletju so se nekateri angleški arhitekti izselili v kolonije, a ker se je britanski imperij v 19. stoletju močno uveljavil, so se mnogi arhitekti izselili na začetku svoje kariere. Nekateri so izbrali Združene države Amerike, drugi so odšli v Kanado, Avstralijo in na Novo Zelandijo. Običajno so uporabili arhitekturne sloge, ki so bili modni, ko so zapustili Anglijo. Do druge polovice stoletja pa je izboljšanje prometa in povezav omogočilo, da so imeli celo oddaljeni deli imperija dostop do publikacij, kot je revija The Builder, ki so kolonialnim arhitektom pomagale, da so bili obveščeni o novostih. Tako se je vpliv angleške arhitekture razširil po vsem svetu. Več pomembnih arhitektov je gradilo angleške stavbe po vsem svetu, med njimi William Butterfield (stolnica svetega Petra, Adelaide) in Jacob Wrey Mold (glavni arhitekt javnih del v New Yorku).

### Avstralija
Viktorijansko obdobje je cvetelo v Avstraliji in je bilo splošno priznano od 1840 do 1890, ko je v 1880-ih v državi Viktorija vladala zlata mrzlica in ko se je povečevalo število prebivalstva. Prevladovalo je celo petnajst arhitekturnih slogov. 
- Kraljeva razstavna galerija v Melbournu, zgrajena 1880 (neoklasicistična), je na seznamu Unescove svetovne dediščine
- Hotel Windsor v Melbournu, 1885
- Rialto Towers, Melbourne, zgrajen 1888 (neogotska)
- Winahra, Mayfield, Novi južni Wales (filigranski/italijanski slog)

### Šrilanka
V britanskem kolonialnem obdobju Cejlon: Pravni kolidž (Sri Lanka Law College), Tehnološki kolidž (Sri Lanka College of Technology) in hotel Galle Face.

### Severna Amerika
V Združenih državah Amerike "viktorijanska" arhitektura vključuje sloge, ki so bili najbolj priljubljeni med letoma 1860 in 1900. Seznam teh slogov najpogosteje zajema slog drugega francoskega cesarstva - slog empir (1855−85), paličasti Eastlakov slog (1860−okoli 1890), ljudski viktorijanski slog (1870−1910), slog kraljice Ane (1880−1910), Richardsonov romanski slog (1880−1900) in slog shingle (1880−1900). Tako kot v Združenem kraljestvu so bile v tem obdobju še vedno zgrajene neogotske in italijanske stavbe, zato jih včasih imenujemo tudi viktorijanske. Nekateri zgodovinarji imajo poznejša leta neogotike za značilen viktorijanski slog z imenom visoka viktorijanska gotika. Paličasti Eastlakov slog, način geometrijske strojno razrezane dekoracije, izvedene iz paličastega sloga in sloga kraljice Ane včasih velja za poseben slog. Po drugi strani pa se izrazi, kot so "poslikane gospe" ali "medenjaki", lahko uporabljajo za opis nekaterih viktorijanskih stavb, vendar niso poseben slog. Imena arhitekturnih slogov (tudi njihove prilagoditve) so se v državah razlikovala. Mnogi domovi so združevali elemente različnih slogov in jih ni mogoče zlahka prepoznati kot enega posebnega.
V Združenih državah Amerike so pomembna mesta, ki so se v tem obdobju razvila ali so bila pretežno obnovljena, Alameda, Astoria, Albany, Deal, Troy, Philadelphia, Boston, Brooklyn Heights in Victorian Flatbush del New York Cityja, Buffalo, Rochester, Chicago Columbus, Detroit, Eureka, Galena, Galveston, Grand Rapids, Baltimore, Jersey City/Hoboken, Cape May, Louisville, Cincinnati, Atlanta, Milwaukee, New Orleans, Pittsburgh, Richmond, Saint Paul, Midtown v Sacramentu in Angelino Heights v Los Angelesu. San Francisco je znan po obsežni viktorijanski arhitekturi, zlasti na Haight-Ashbury, Lower Haight, Alamo Square, Noe Valley, Castro, Nob Hill in okolici Pacific Heights.
Okrožje Distillery v Torontu, Ontario, ima največjo in najbolje ohranjeno zbirko industrijske arhitekture viktorijanske dobe v Severni Ameriki. Cabbagetown je največje in najbolj stalno viktorijansko stanovanjsko območje v Severni Ameriki. Druge viktorijanske soseske v Torontu so Annex, Parkdale in Rosedale. V ZDA je južni konec Bostona v državnem seznamu zgodovinskih krajev omenjen kot najstarejša in največja viktorijanska soseska v državi.  Stari Louisville v Louisvillu, Kentucky, naj bi bila največja viktorijanska soseska v državi.  Richmond, Virginija je dom številnih velikih viktorijanskih sosesk, najpomembnejša pa je Fan. Okrožje Fan je najbolj znano lokalno kot največja in najbolj "evropska" Richmondova soseska in na državni ravni kot največja sosednja viktorijanska soseska v Združenih državah.. Soseska Old West End v Toledu, Ohio, je znana kot največja zbirka poznih viktorijanskih in edvardijanskih hiš v Združenih državah, vzhodno od Misisipija . Summit Avenue v Saint Paulu, Minnesota, ima najdaljši niz viktorijanskih domov v državi. Over-The-Rhine v Cincinnatiju, Ohio, ima največjo zbirko zgodnje viktorijanske italijanske arhitekture v Združenih državah Amerike  je primer za nedotaknjeno urbano sosesko iz 19. stoletja .
Fotoalbum L'Architecture Americaine, ki ga je izdal Albert Levy leta 1886, je morda prvo priznanje novih sil v Evropi severnoameriški arhitekturi.
- Banff Springs Hotel, narodni park Banff, Alberta, zgrajen 1888
- Brooklynski most, 1883, New York

## Ohranjanje
Za ohranitev znamenitosti viktorijanske arhitekture si prizadeva Viktorijanska družba (Victorian Society - državna dobrodelna organizacija, ki nadzira posege na viktorijanski in edvardijanski arhitekturi). Nedavna kampanja, ki jo je skupina prevzela, je ohranjanje viktorijanskih plinskih rezervoarjev, potem ko so komunalna podjetja napovedala načrte za rušenje skoraj 200 trenutno zastarelih struktur. 